# Marne (rivier)

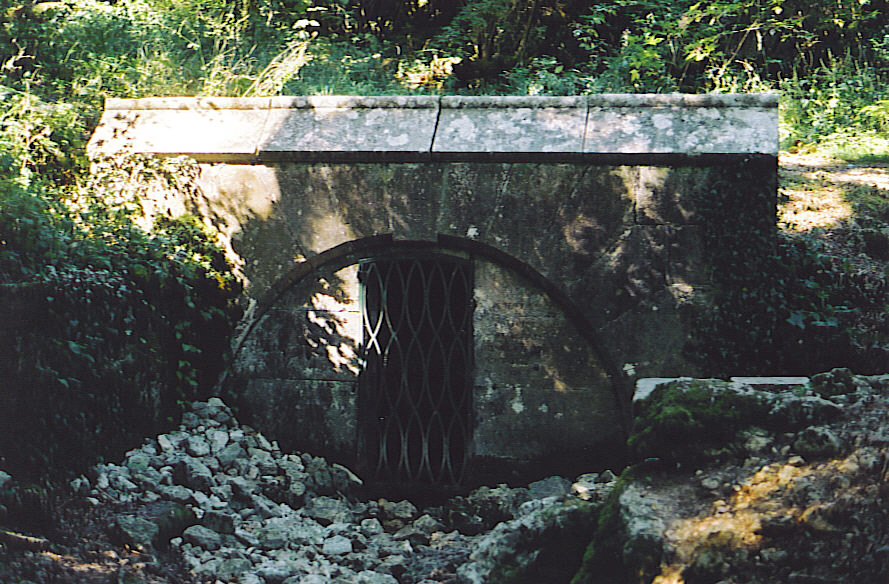
Bron van de Marne

De Marne is een rivier in Frankrijk, die op het plateau van Langres ontspringt. Hij mondt iets ten zuidoosten van Parijs tussen Charenton-le-Pont en Alfortville in de Seine uit.

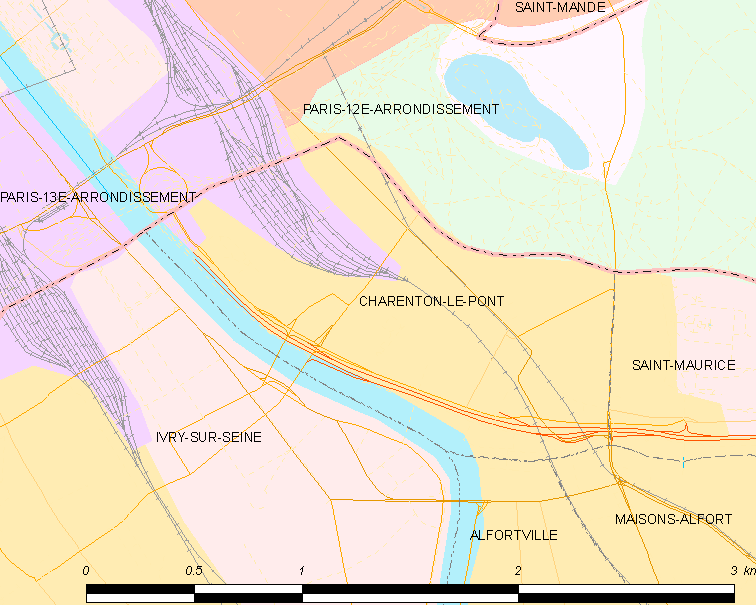
Locatie waar de Marne uitmondt in de Seine

## Ligging
Het plateau van Langres wordt ook wel het 'dak van Frankrijk' genoemd, omdat daar behalve de Marne ook de Maas, de Seine en de Aube ontspringen. Het Lac du Der-Chantecoq is in 1974 aangelegd om de Marne te reguleren. Voor een groot deel stroomt de Marne door de Champagne, voor de wijnbouw daar is de Marne een belangrijke rivier. Van Épernay tot Parijs is de Marne bevaarbaar, daar is de rivier zelf breed genoeg of werd ze gekanaliseerd. Het dal van de Marne wordt stroomafwaarts dieper, bij Château-Thierry is de helling aan de noordkant een forse helling. Omdat de helling op de zon ligt, wordt ook daar wijnbouw gepleegd. Ongeveer een derde van het water dat in Parijs door de Seine stroomt, komt van de Marne.

### Stroomgebied
Regio's, departementen en steden langs de Marne:
- Grand Est
  - Haute-Marne : Chaumont, Saint-Dizier
  - Marne: Châlons-en-Champagne, Épernay
- Hauts-de-France
  - Aisne: Château-Thierry, Marne-la-Vallée, een ville nouvelle
- Île-de-France
  - Seine-et-Marne: Meaux,
  - Seine-Saint-Denis: Neuilly-sur-Marne
  - Val-de-Marne: Nogent-sur-Marne, Créteil, Charenton-le-Pont

### Zijrivieren
- Saulx
- Ourcq
- Petit Morin
- Grand Morin

### Kanalen
De Marne is verbonden met de Rijn via het Marne-Rijnkanaal. Dit werd in 1853 voor het scheepvaartverkeer geopend. Het kanaal is geschikt voor schepen van CEMT-klasse I (max. 350 ton) en is daardoor van beperkt belang voor de beroepsvaart.

## Naamsverwijzingen
Nabij de rivier zijn 55 gemeenten met namen die naar de rivier verwijzen:
- in Haute-Marne: Balesmes-sur-Marne, Bayard-sur-Marne, Fontaines-sur-Marne, Luzy-sur-Marne, Marnay-sur-Marne, Mussey-sur-Marne, Rachecourt-sur-Marne, Roches-sur-Marne, Rouvroy-sur-Marne, Saint-Vallier-sur-Marne, Soncourt-sur-Marne, Vesaignes-sur-Marne
- in Marne: Aulnay-sur-Marne, Bignicourt-sur-Marne, Châtillon-sur-Marne, La Chaussée-sur-Marne, Cloyes-sur-Marne, Condé-sur-Marne, Isle-sur-Marne, Loisy-sur-Marne, Mairy-sur-Marne, Tours-sur-Marne, Vésigneul-sur-Marne
- in Aisne: Azy-sur-Marne, Barzy-sur-Marne, Chézy-sur-Marne, Crouttes-sur-Marne, Essômes-sur-Marne, Étampes-sur-Marne, Passy-sur-Marne, Romeny-sur-Marne, Trélou-sur-Marne
- in Seine-et-Marne: Annet-sur-Marne, Champs-sur-Marne, Changis-sur-Marne, Fresnes-sur-Marne, Lagny-sur-Marne, Mary-sur-Marne, Méry-sur-Marne, Nanteuil-sur-Marne, Précy-sur-Marne, Saâcy-sur-Marne, Thorigny-sur-Marne, Ussy-sur-Marne, Vaires-sur-Marne
- in Seine-Saint-Denis: Gournay-sur-Marne, Neuilly-sur-Marne
- in Val-de-Marne: Bonneuil-sur-Marne, Ormesson-sur-Marne, Chennevières-sur-Marne, Villiers-sur-Marne, Champigny-sur-Marne, Nogent-sur-Marne, Le Perreux-sur-Marne, Bry-sur-Marne

## Romeinen
Voor de Romeinen was de Marne, of in het Latijn Matrona, samen met de Seine de zuidelijke grens van Gallia Belgica. Julius Caesar beschreef dit zo in De Bello Gallico.

## Eerste Wereldoorlog
Hoewel ze niet direct aan de Marne zijn uitgevochten, zijn er in de Eerste Wereldoorlog twee belangrijke veldslagen geleverd, die naar de Marne zijn genoemd: de Eerste, in 1914, en de Tweede Slag bij de Marne, in 1918. Beide veldslagen zijn door de geallieerden gewonnen. Na de Eerste Slag bij de Marne konden de Duitsers hun aanval op Frankrijk niet voortzetten, maar konden ze zich nog wel ingraven. Dat betekende het begin van de loopgravenoorlog. De Tweede Slag bij de Marne werd ingezet met het laatste grote Duitse offensief aan het westelijke front. De geallieerde overwinning kondigde het begin van het einde van de oorlog aan. Als aandenken voor de Tweede Slag hebben de Verenigde Staten bij Château-Thierry een groot monument opgericht, met een weids uitzicht op de Marne.